# Tetrix ruyuanensis
Tetrix ruyuanensis är en insektsart som beskrevs av Liang 1998. Tetrix ruyuanensis ingår i släktet Tetrix och familjen torngräshoppor. Inga underarter finns listade i Catalogue of Life.